# 瓦利亞蒂雷山 (塔拉塔區)
17°23′37″S 69°55′49″W / 17.39361°S 69.93028°W

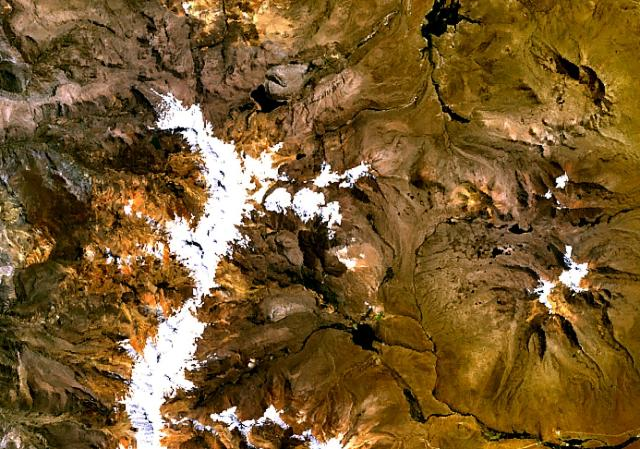

瓦利亞蒂雷山（Wallatiri），是秘魯的山峰，位於該國南部塔克納大區，由塔拉塔省的塔拉塔區負責管轄，屬於安地斯山脈的一部分，海拔高度4,600米。